# Chandler González
Pour les articles homonymes, voir Alexander González et González.
Alexander "Chandler" González Garcés, né le 24 juin 1973, est un entraîneur cubain de football.

## Biographie
Le 16 avril 2012, Chandler González est désigné sélectionneur de Cuba après avoir eu en charge l'équipe des moins de 20 ans aux Jeux panaméricains de 2011. Succédant à Raúl González Triana sur le banc cubain, il avait pour mission de conduire la sélection lors des qualifications pour la Coupe du monde 2014. Mais une série de mauvais résultats (1 nul et 5 défaites) condamnèrent Cuba à une élimination dès le 3e tour préliminaire. González fut remplacé par Walter Benítez à l'issue des qualifications.
En mars 2015, on le retrouve sur le banc des Îles Caïmans pour affronter les éliminatoires de la Coupe du monde 2018. Il subit avec son équipe une élimination dès le 1er tour aux mains du Belize tout en restant invaincu lors des deux matches de qualification (0-0 et 1-1).